# Devonport (Tasmania)

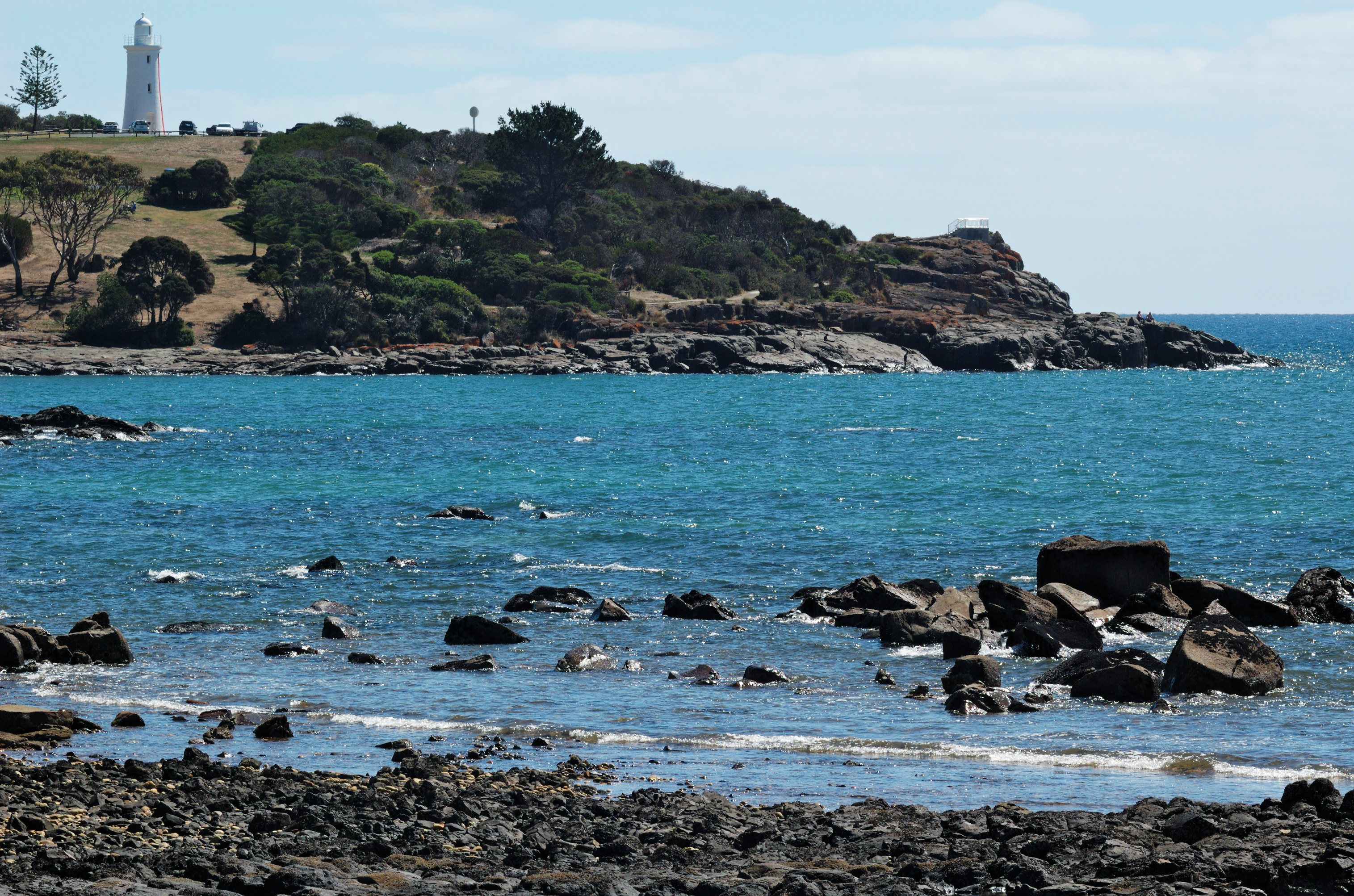
Faro de Mersey Bluff

Devonport es una ciudad situada en el estado de  Tasmania, Australia. Según el censo de 2021, tiene una población de 26 150 habitantes.
Está al norte de Tasmania, en la desembocadura del río Mersey.
La ciudad creció gracias a su importante puerto (el más cercano al territorio continental de toda la isla) y a sus cercanías con las ciudades de Burnie y de Launceston.

## Historia
Los primeros exploradores y colonos de Tasmania tendían a evitar el río Mersey, ya que estaba bloqueado por un banco de arena y las orillas estaban cubiertas de madera.
No fue hasta 1826 que un grupo de avanzada británico realizó las primeras investigaciones del río, y el 7 de julio de ese año el río recibió su nombre, en honor al río Mersey de Liverpool, Inglaterra.
A mediados de la década de 1850, el nivel de actividad en la región dio lugar al desarrollo de los asentamientos gemelos de Formby (en el lado occidental del río) y Torquay (en el lado oriental del río).
En 1860 tanto Torquay como Formby estaban bien establecidos, pero Torquay era la comunidad más grande, con un puesto de policía, un magistrado, al menos tres hoteles, astilleros y tiendas. En comparación, Formby era una pequeña comunidad rezagada.
El ferrocarril marcó una diferencia significativa en la vida en Formby a principios del siglo XX, combinando una cabecera ferroviaria e instalaciones portuarias en un solo lugar, y originó un auge de la construcción en Formby, que ahora superó a Torquay en tamaño e importancia.
Una votación pública celebrada en 1890 unió a Torquay y Formby en una sola ciudad: Devonport. Los dos lados de Devonport se unieron cuando se inauguró el primer Puente Victoria en 1901. En 1908 comenzó a operar el municipio de Devonport, cubriendo la región entre los ríos Mersey y Forth.

## Transportes
La ciudad es un importante centro de comunicaciones. El puerto de la ciudad es una de la terminales de TT-Line, la empresa que brinda el servicio de ferry-crucero que transporta pasajeros y vehículos en la ruta Devonport - Melbourne. El viaje conlleva entre 9 y 11 horas. A 10 km del centro de la ciudad se encuentra el Aeropuerto de Devonport. La red de carreteras de Tasmania conecta Devonport con las principales ciudades de la isla.

## Clima
| Parámetros climáticos promedio de Aeropuerto de Devonport (1991-2020) | Parámetros climáticos promedio de Aeropuerto de Devonport (1991-2020) | Parámetros climáticos promedio de Aeropuerto de Devonport (1991-2020) | Parámetros climáticos promedio de Aeropuerto de Devonport (1991-2020) | Parámetros climáticos promedio de Aeropuerto de Devonport (1991-2020) | Parámetros climáticos promedio de Aeropuerto de Devonport (1991-2020) | Parámetros climáticos promedio de Aeropuerto de Devonport (1991-2020) | Parámetros climáticos promedio de Aeropuerto de Devonport (1991-2020) | Parámetros climáticos promedio de Aeropuerto de Devonport (1991-2020) | Parámetros climáticos promedio de Aeropuerto de Devonport (1991-2020) | Parámetros climáticos promedio de Aeropuerto de Devonport (1991-2020) | Parámetros climáticos promedio de Aeropuerto de Devonport (1991-2020) | Parámetros climáticos promedio de Aeropuerto de Devonport (1991-2020) | Parámetros climáticos promedio de Aeropuerto de Devonport (1991-2020) |
| Mes                                                                   | Ene.                                                                  | Feb.                                                                  | Mar.                                                                  | Abr.                                                                  | May.                                                                  | Jun.                                                                  | Jul.                                                                  | Ago.                                                                  | Sep.                                                                  | Oct.                                                                  | Nov.                                                                  | Dic.                                                                  | Anual                                                                 |
| --------------------------------------------------------------------- | --------------------------------------------------------------------- | --------------------------------------------------------------------- | --------------------------------------------------------------------- | --------------------------------------------------------------------- | --------------------------------------------------------------------- | --------------------------------------------------------------------- | --------------------------------------------------------------------- | --------------------------------------------------------------------- | --------------------------------------------------------------------- | --------------------------------------------------------------------- | --------------------------------------------------------------------- | --------------------------------------------------------------------- | --------------------------------------------------------------------- |
| Temp. máx. abs. (°C)                                                  | 33.2                                                                  | 30.6                                                                  | 29.0                                                                  | 24.9                                                                  | 20.7                                                                  | 18.8                                                                  | 17.2                                                                  | 18.1                                                                  | 20.0                                                                  | 24.8                                                                  | 28.2                                                                  | 30.9                                                                  | 33.2                                                                  |
| Temp. máx. media (°C)                                                 | 21.6                                                                  | 21.8                                                                  | 20.5                                                                  | 17.8                                                                  | 15.4                                                                  | 13.5                                                                  | 12.8                                                                  | 13.1                                                                  | 14.3                                                                  | 16.0                                                                  | 18.0                                                                  | 19.8                                                                  | 17.0                                                                  |
| Temp. mín. media (°C)                                                 | 12.4                                                                  | 12.7                                                                  | 11.0                                                                  | 8.8                                                                   | 6.8                                                                   | 5.1                                                                   | 4.7                                                                   | 4.9                                                                   | 6.1                                                                   | 7.4                                                                   | 9.3                                                                   | 10.7                                                                  | 8.3                                                                   |
| Temp. mín. abs. (°C)                                                  | 4.0                                                                   | 4.2                                                                   | 1.3                                                                   | 0.5                                                                   | -1.8                                                                  | -1.9                                                                  | -2.2                                                                  | -1.6                                                                  | -2.0                                                                  | -0.3                                                                  | 0.6                                                                   | 1.6                                                                   | -2.2                                                                  |
| Precipitación total (mm)                                              | 48.0                                                                  | 35.3                                                                  | 42.8                                                                  | 56.8                                                                  | 64.4                                                                  | 71.8                                                                  | 86.3                                                                  | 81.5                                                                  | 76.8                                                                  | 55.2                                                                  | 57.1                                                                  | 47.4                                                                  | 723.4                                                                 |
| Días de precipitaciones (≥ 0.2 mm)                                    | 7.1                                                                   | 6.9                                                                   | 7.8                                                                   | 9.7                                                                   | 12.4                                                                  | 13.0                                                                  | 15.6                                                                  | 16.0                                                                  | 15.1                                                                  | 12.0                                                                  | 10.9                                                                  | 8.8                                                                   | 135.3                                                                 |
| Horas de sol                                                          | 263.5                                                                 | 240.1                                                                 | 210.8                                                                 | 171.0                                                                 | 142.6                                                                 | 132.0                                                                 | 136.4                                                                 | 151.9                                                                 | 186.0                                                                 | 232.5                                                                 | 246.0                                                                 | 257.3                                                                 | 2370.1                                                                |
| Humedad relativa (%)                                                  | 67                                                                    | 71                                                                    | 73                                                                    | 74                                                                    | 81                                                                    | 83                                                                    | 84                                                                    | 81                                                                    | 75                                                                    | 73                                                                    | 69                                                                    | 66                                                                    | 75                                                                    |
| Fuente: Bureau de Meteorología·                                       |                                                                       |                                                                       |                                                                       |                                                                       |                                                                       |                                                                       |                                                                       |                                                                       |                                                                       |                                                                       |                                                                       |                                                                       |                                                                       |